# Fíbula de disco

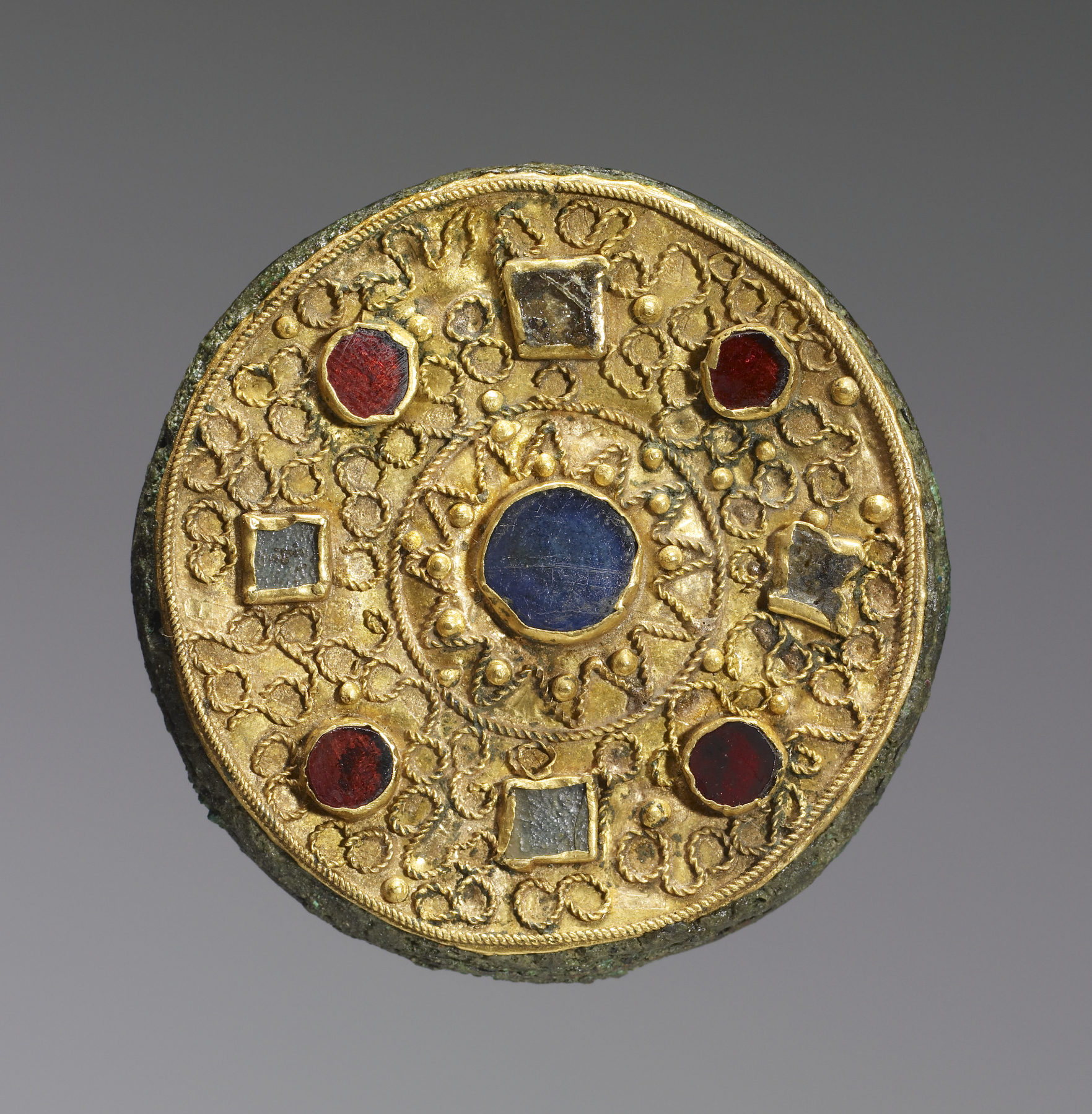
Fíbula de disco, ca. siglo vii.

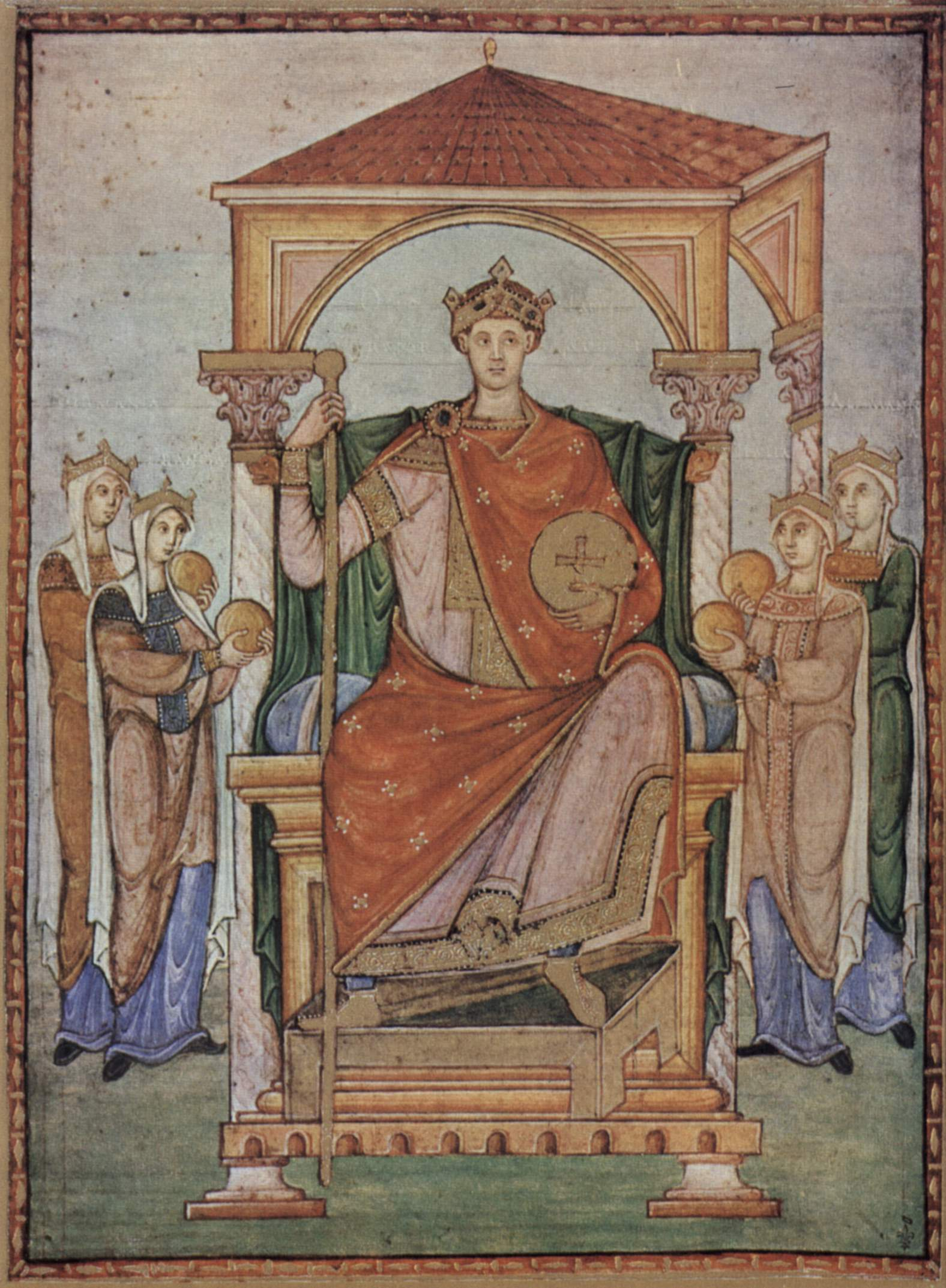
Retrato de Otón I del Sacro Imperio Romano Germánico con una prominente fíbula de disco.

Una fíbula o broche de disco es un tipo de fíbula, es decir, un broche, hebilla o aguja utilizada para abrochar prendas con forma de disco, a menudo con una placa o disco ricamente decorada que cubre la parte que une las prendas.
Las fíbulas de disco de más de 5 cm de diámetro eran normalmente parte del ajuar de las mujeres europeas en la Alta Edad Media, mientras que desde la época carolingia los ejemplos más pequeños eran usados por los hombres. Se conocen buenos ejemplos de este tipo de fíbulas del período de las grandes migraciones y los siglos anteriores y posteriores cercanos, como la fíbula de disco de Soest o la de la localidad de Holle, en la Baja Sajonia (Alemania).
Muchas fíbulas de disco tienen ornamentaciones de oro con pedrerías, esmaltes o damasquinados, o están revestidas de oro o plata. El broche Pliezhausen fue en su momento la cobertura de una fíbula de disco. Un ejemplo de la Antigua Roma es el broche de disco Tangendorf. El altomedieval broche de disco Maschen retrata una figura con un aureola de santidad.

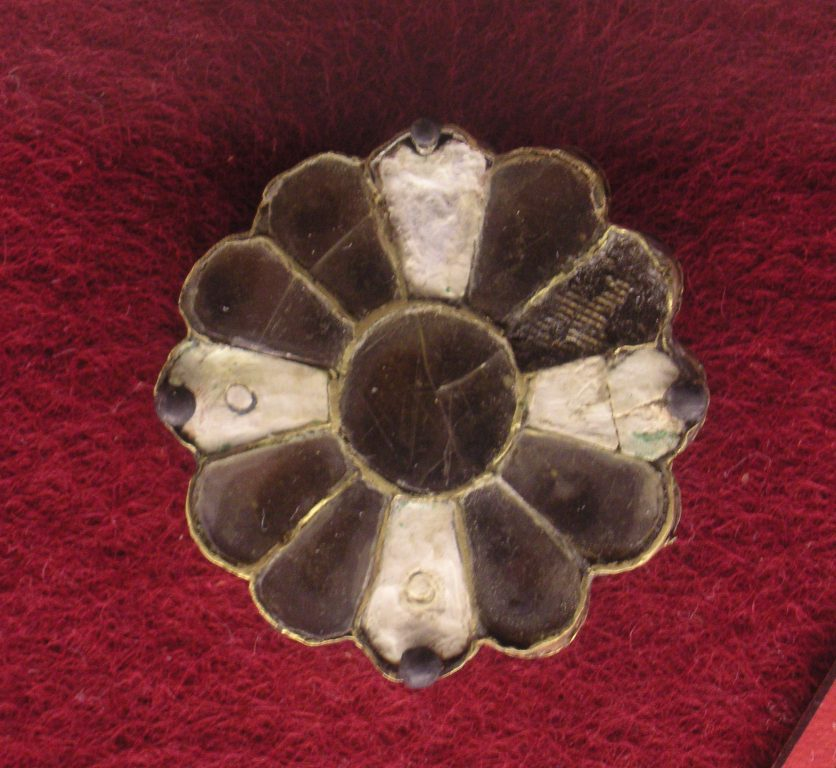
Fíbula de disco alamana del siglo vi con incrustaciones de almandino y hueso
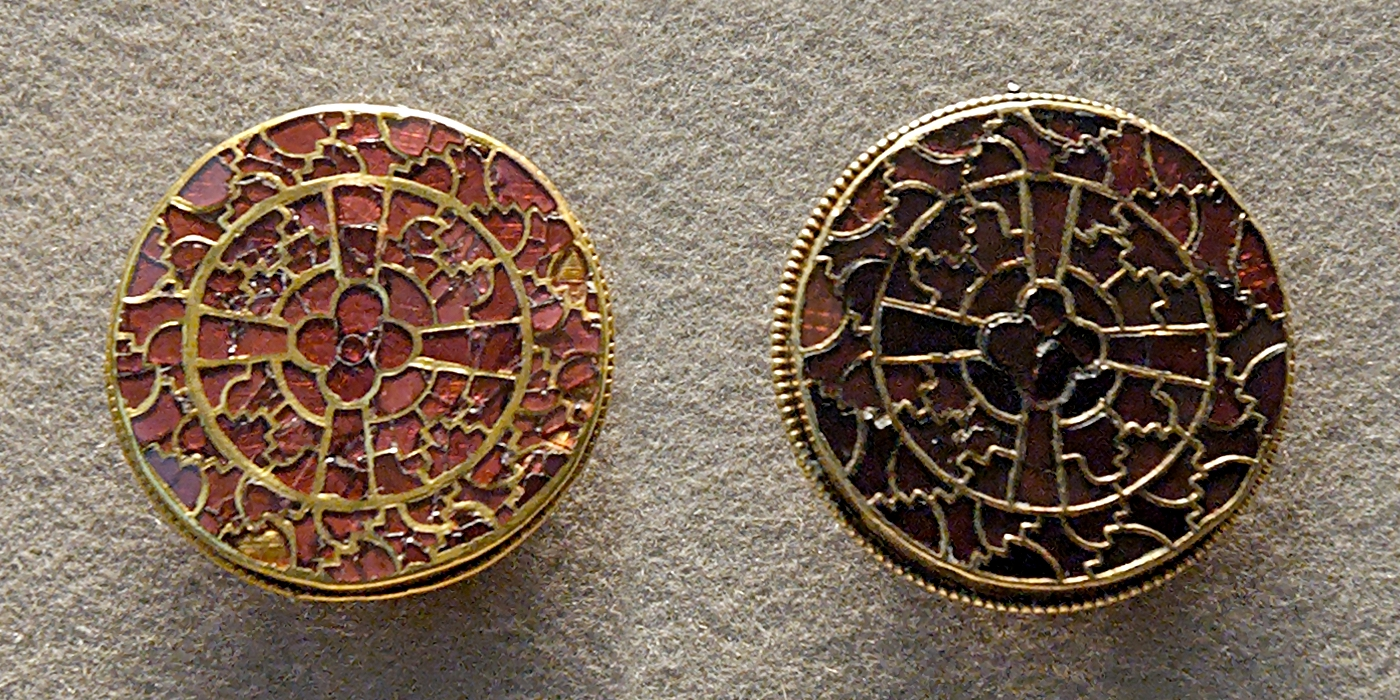
Un par de fíbulas de disco de la tumba de Aregund de c. siglo vi
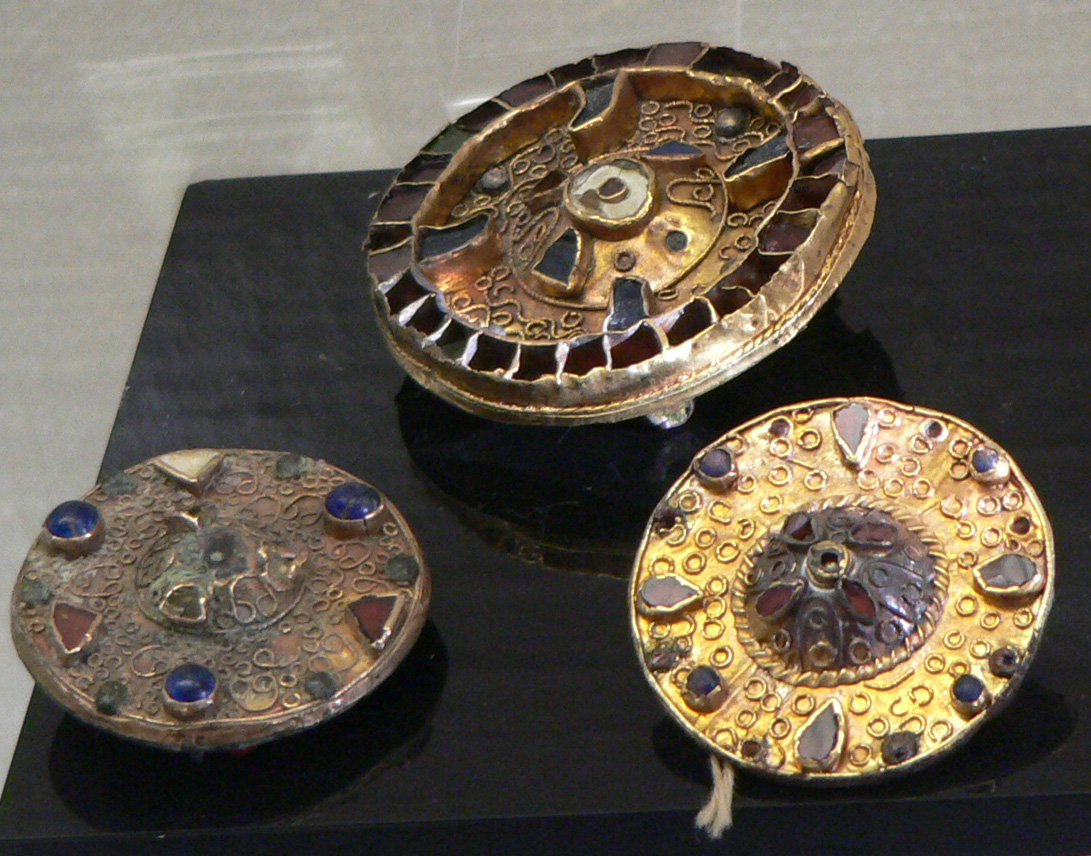
Fíbulas de disco merovingias con pedrerías y filigranas de los siglos vi y vii
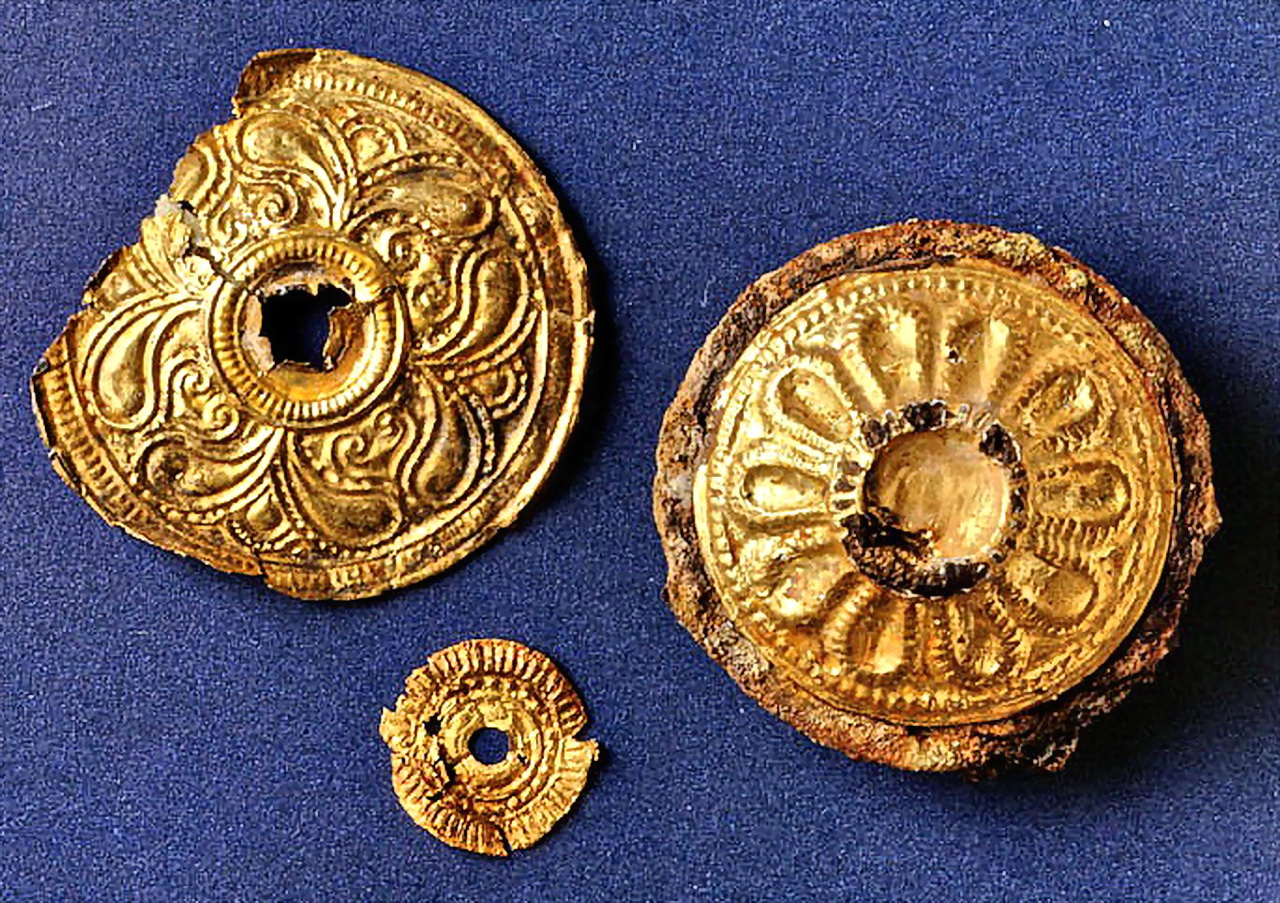
Fíbula de disco de oro de la tumba del príncipe de Sonnenbühl (Cultura de La Tène)